# Derris harrowiana
Derris harrowiana är en ärtväxtart som först beskrevs av Friedrich Ludwig Diels, och fick sitt nu gällande namn av Zhi Wei. Derris harrowiana ingår i släktet Derris och familjen ärtväxter. Inga underarter finns listade i Catalogue of Life.